# Elie
Elie oder Élie ist ein männlicher Vorname und Familienname.

## Herkunft und Bedeutung
Elie ist ein männlicher Vorname; die französische Form ist Élie. Es handelt sich um die Übersetzung des Namens des Propheten Elija, hebräisch לִיָּהו [ēliyahū], (Mein Gott ist Jahu).

## Namensträger

### Vorname Elie
- Elie Bertrand (1713–1797), Schweizer Pfarrer und Naturwissenschaftler
- Elie Borowski (1913–2003), jüdischer Händler für antike Kunst
- Elie Chevieux (* 1973), Schweizer Sportkletterer
- Elie Hobeika (1956–2002), libanesischer Politiker
- Elie Siegmeister (1909–1991), US-amerikanischer Komponist
- Elie Wiesel (1928–2016), US-amerikanischer Schriftsteller und Publizist
- Elie Yaffa (* 1976), bürgerlicher Name des französischen Rappers Booba

### Vorname Élie
- Élie Bayol (1914–1995), französischer Rennfahrer
- Élie-Abel Carrière (1818–1896), französischer Botaniker
- Élie Cartan (1869–1951), französischer Mathematiker
- Élie Decazes (1780–1860), französischer Staatsmann
- Jules-Élie Delaunay (1828–1891), französischer Maler
- Élie Doté (* 1948), Premierminister der Zentralafrikanischen Union
- Élie Ducommun (1833–1906), Schweizer Journalist
- Élie Faure (1873–1937), französischer Kunsthistoriker
- Élie-Frédéric Forey (1804–1872), französischer General
- Élie de Gontaut-Biron (1817–1890), französischer Politiker und Diplomat
- Élie Reclus (1827–1904), französischer Ethnologe und Anarchist
- Élie de Rothschild (1917–2007), französischer Bankier und Winzer

### Familienname
- Carl-Henry Elie (* 1991), haitianischer Fußballschiedsrichter
- Isaac Elie (1928–1999), sudanesischer Hürdenläufer
- Jennifer Elie (* 1986), US-amerikanische Tennisspielerin
- Justin Elie (1883–1931), haitianischer Komponist und Pianist
- Patrick Elie (* 1950), haitianischer Biochemiker und Politiker
- Remi Elie (* 1995), kanadischer Eishockeyspieler
- Robert Élie (1915–1973), kanadischer Schriftsteller und Journalist